# Святнаволок
Святна́волок (карел. Pühäniemi) — старинная карельская деревня в составе Гирвасского сельского поселения Кондопожского района Республики Карелия. Язык местных жителей представлял собой смесь людиковского и собственно-карельского наречий карельского языка.
Деревня расположена на западном берегу озера Пальозеро. В 1975 году в ней снимались сцены фильма «Деревня Утка».

## История
Деревня упоминается в писцовой книге Новгородской земли Обонежской пятины, Заонежской половины, письмах Андрея Васильевича Плещеева и подъячего Семейки Кузмина, 7091 (1582—1583) года как деревня «на Святом наволоке Спасского погоста в Кижах».
С 1614 г. в Святнаволоке существовала церковь Успения Богородицы. В то время в нём служил священник Фёдор Никитин. Также на приходском кладбище стояла церковь Смоленской Божией Матери. Кроме этого, в деревне были построены часовни мучеников Флора и Лавра, а также Нерукотворного Образа.
В 1707 году согласно переписной книге Олонецкого уезду Андрона Васильева Апрелева 1707 года входила в состав Лопского Семчезерского погоста как «выставка Святнаволоцкая».
Ранее состояла из следующих частей: Северный конец (карел. Pappila), Южный конец, Гора (карел. Vuara), также в состав входила деревня Олекова (карел. Olikka). Через деревню пролегал Каянский тракт (Петрозаводск — Святнаволок — Каяани).
1 декабря 1876 г. в Святнаволоке был открыт рудоплавильный завод горнозаводского товарищества на вере «Ф. П. Родоконаки и Ко»; 12 сентября 1878 начал свою работу, в 1890 г. он перешёл во владение санкт-петербургского купца Семенова .
В начале XX века входила в Мяндусельгскую волость, в которой также находились Юстозеро и деревни Келдосельга, Семчегора, Торос-озеро и Чумой-гора. В 1905 году в Святнаволоке насчитывалось 893 человека, из которых 887 были карелами, 5 русских и 1 финн.
В период иностранной интервенции на кладбище при церкви Успения Богородицы были похоронены англичане Wallace Murray и Richard Boothroyd.
Постановлением ВЦИК от 2 марта 1933 г. Святнаволок был переименован в Пуна-ваара.
В 1935 году упоминается в официальных документах под своим старым названием. В образованный Святнаволоцкий сельсовет вошли деревни Гора (Mäki), Северный конец (Pohjoispää) и Южный конец (Suvipää), а также деревни Карташи, Качка и Олека.
Ещё в 1942 г. Святнаволоке можно было увидеть карсикко — особым образом обрубаемое обрядовое дерево карелов.
В годы Советско-финской войны (1941—1944) близ деревни находился концлагерь советских военнопленных.

## Памятники истории
В деревне находится памятник истории — братская могила партизан, погибших в годы Гражданской войны (1918—1920).
Ни одно культовое сооружение (ни храм Успения, ни часовня Флора и Лавра и другие часовни) в Святнаволоке не сохранилось.

## Население
| 2002 | 2009 | 2010 | 2013 |
| ---- | ---- | ---- | ---- |
| 58   | ↘42  | ↘25  | ↗29  |

## Известные уроженцы
- В деревне родилась М. А. Гринина (1918—1992) — заслуженный учитель школы Карельской АССР (1958), заслуженный учитель школы РСФСР (1965), кавалер ордена Ленина.
- Клименко, Виктор Саввич (род. 24 ноября 1942, Карелия, СССР) — финский артист театра и кино, телеведущий, профессиональный певец, лауреат нескольких престижных наград.